# Pterostylis patens
Pterostylis patens là một loài thực vật có hoa trong họ Lan. Loài này được Colenso miêu tả khoa học đầu tiên năm 1886.